# Diademmotmot
Diademmotmot (Momotus lessonii) är en fågel i familjen motmoter inom ordningen praktfåglar.

## Utseende och läte
Diademmotmoten är en relativt stor motmot. Den har blå hjässa med en stor svart fläck mitt på, olikt blåkronad motmots helblå hjässa. Fjäderdräkten är vidare mindre kontrasterande än turkosbrynad motmot och spatlarna på stjärten är betydligt mindre. Lätet, som gett arten dess namn, är ett dubblerat ugglelikt hoande som vanligen hörs i gryningen.

## Utbredning och systematik
Diademmotmoten förekommer i Centralamerika från sydöstra Mexiko vill västra Panama. Den delas in i tre underarter med följande utbredning:
- Momotus lessonii goldmani – förekommer från sydöstra Mexiko till norra Guatemala
- Momotus lessonii exiguus – förekommer i Campeche och Yucatán i södra Mexiko
- Momotus lessonii lessonii – förekommer från Chiapas i södra Mexiko till västra Panama

Den kategoriserades tidigare som en underart till blåkronad motmot och vissa gör det fortfarande.

## Levnadssätt
Diademmotmot hittas i skog och skogsbryn i tropiska låglänta områden, huvudsakligen i fuktiga områden. Den ses ofta sitta still i skuggan.

## Status och hot
Arten har ett stort utbredningsområde, men tros minska i antal, dock inte tillräckligt kraftigt för att den ska betraktas som hotad. Internationella naturvårdsunionen IUCN listar arten som livskraftig (LC). Beståndet uppskattas till i storleksordningen en halv miljon till fem miljoner vuxna individer.

## Namn
Fågelns vetenskapliga artnamn hedrar Pierre-Adolphe Lesson (1805-1888), naturforskare och kirurg i franska flottan, botaniker och bror till René Primevère Lesson som beskrev arten 1842.